# Impatiens muscicola
Impatiens muscicola är en balsaminväxtart som beskrevs av William Grant Craib. Impatiens muscicola ingår i släktet balsaminer, och familjen balsaminväxter. Inga underarter finns listade i Catalogue of Life.